# Natuna-Hörnchen
Das Natuna-Hörnchen (Sundasciurus natunensis) ist eine Hörnchenart aus der Gattung der Sunda-Baumhörnchen (Sundasciurus) das auf den zu Indonesien gehörenden südlichen Natuna-Inseln (nachgewiesen ist es nur von der Insel Serasan) und möglicherweise auch im Westen von Borneo vorkommt.

## Merkmale
Das Natuna-Hörnchen erreicht eine Kopf-Rumpf-Länge von 13,3 bis 15,2 Zentimetern bei einem Gewicht von etwa 60 bis 125 Gramm und damit im Durchschnitt etwas kleiner als das Low-Hörnchen (Sundasciurus lowii). Der Schwanz ist deutlich kürzer als der restliche Körper und hat eine Länge von 57 bis 67 % der Kopf-Rumpf-Länge. Die Hinterfüße sind kürzer als beim Low-Hörnchen (33 bis 55 mm vs. 32 bis 40 mm). Die Fellfärbung entspricht der des Low-Hörnchens; das Natuna-Hörnchen hat also einen einheitlich braun gefärbten und gesprenkelten Rücken und einen cremeweißen Bauch. Der von Thomas in der Erstbeschreibung geschilderte rosafarbige Einschlag ist nur bei den Typusexemplaren vorhanden und wahrscheinlich eine Folge der Präparation in Alkohol. Im Unterschied zum Low-Hörnchen sind die Haare an der Schwanzbasis beim Natuna-Hörnchen nicht kürzer als am Rest des Schwanzes. Am meisten unterscheidet sich das Natuna-Hörnchen durch einen vergrößerten Riechkolben vom Low-Hörnchen. Dies ist möglicherweise eine Anpassung an eine Ernährung, bei der Insekten eine größere Bedeutung haben.

## Systematik
Das Natuna-Hörnchen wurde 1895 durch den britischen Zoologen Oldfield Thomas unter der Bezeichnung Sicurus natunensis erstmals wissenschaftlich beschrieben. Heute gehört es zur artenreichen Gattung der Sunda-Baumhörnchen (Sundasciurus), die in Südostasien verbreitet ist. In Mammal Species of the World von Wilson und Reeder und in Thoringtons Werk Squirrels of the World wird es als Unterart des Low-Hörnchens (S. lowi) gelistet. Im Rahmen einer 2020 veröffentlichten phylogenetischen Studie zur Systematik der Sunda-Baumhörnchen bekam es zusammen mit dem Robinson-Hörnchen (S. robinsoni) den Status einer eigenständigen Art. Im Westen von Borneo gibt es eine Population von Sunda-Baumhörnchen, die morphologisch zwischen dem Natuna-Hörnchen und dem Low-Hörnchen stehen. Um ihre systematische Stellung zu klären, sind genetische Untersuchungen nötig.

## Belege
1. 1 2 3  Arlo Hinckley, Melissa T. R. Hawkins, Anang S. Achmadi, Jesús E. Maldonado and Jennifer A. Leonard. 2020. Ancient Divergence Driven by Geographic Isolation and Ecological Adaptation in Forest Dependent Sundaland Tree Squirrels. Front. Ecol. Evol. DOI: 10.3389/fevo.2020.00208
2. ↑  
Oldfield Thomas (1895): Revised determinations of three of the Natuna rodents. Novitates Zoologicae 2(1):26-28.
3. ↑  
Sundasciurus lowii In: Don E. Wilson, DeeAnn M. Reeder (Hrsg.): Mammal Species of the World. A taxonomic and geographic Reference. 2 Bände. 3. Auflage. Johns Hopkins University Press, Baltimore MD 2005, ISBN 0-8018-8221-4.
4. ↑  
Richard W. Thorington Jr., John L. Koprowski, Michael A. Steele: Squirrels of the World. Johns Hopkins University Press, Baltimore MD 2012; S. 188–189. ISBN 978-1-4214-0469-1